# Lophodiodon calori
Lophodiodon calori is een straalvinnige vissensoort uit de familie van egelvissen (Diodontidae). De wetenschappelijke naam van de soort is voor het eerst geldig gepubliceerd in 1854 door Bianconi.